# Hydroptila forcipata
Hydroptila forcipata är en nattsländeart som först beskrevs av Eaton 1873.  Hydroptila forcipata ingår i släktet Hydroptila och familjen smånattsländor. Arten är reproducerande i Sverige. Utöver nominatformen finns också underarten H. f. nuda.